# خليفة أحمد
قرية خليفة أحمد (بالكردية: خەلیفەئەحمەد)‏ هي إحدى قرى ناحية ميدان في قضاء خانقين ضمن الحدود الإدارية لمحافظة السليمانية لأنها ضمن مناطق إدارة كرميان في إقليم كردستان العراق.